# Mieczysław Bekker
 (novembre 2021).
Si vous disposez d'ouvrages ou d'articles de référence ou si vous connaissez des sites web de qualité traitant du thème abordé ici, merci de compléter l'article en donnant les références utiles à sa vérifiabilité et en les liant à la section « Notes et références ».
Pour les articles homonymes, voir Bekker.
Mieczysław Grzegorz (Gregory) Bekker (né le 25 mai 1905 à Strzyżów en Pologne - mort le 8 janvier 1989 à Santa Barbara en Californie) est un ingénieur et scientifique polonais, connu pour avoir construit le Rover lunaire.

## Biographie
Il passe son enfance à Konin où il est reçu bachelier. Dans les années 1929-1931 il effectue son service militaire à l'École des sous-officiers du génie. Il termine son service avec le grade de sous-lieutenant.
 Diplômé de la faculté de mécanique de l'École polytechnique de Varsovie, il travaille à l'Institut de l'Ingénierie mécanique et mène des travaux de la construction de Véhicule tout-terrain. Ensuite, il travaille à l'Institut de l'Ingénierie militaire à Varsovie. Dans les années 1936-1939 il enseigne  parallèlement aux études militaires de l'École polytechnique de Varsovie et à l'École de l'Ingénierie militaire.
 En 1939 il participe à la campagne de Pologne, à la suite de laquelle il est évacué en Roumanie, d'où il arrive en France. Il est employé en tant que spécialiste des chars au ministère de la Défense à Paris. 
Il s'installe ensuite au Canada où il travaille au Bureau de la Recherche de l'Arme Blindée. En 1955 il part aux États-Unis et travaille pour l'Army Vehicle Laboratory. Peu après, il devient professeur à l'Université du Michigan, ensuite, il accepte la proposition de devenir directeur de l'Institut de Recherche de General Motors à Santa Barbara.
En 1961 il répond au concours lancé par la NASA pour la construction d'un véhicule lunaire dans le cadre du programme Apollo Space Program - MOLAB - permettant de transporter deux personnes sur une période de 14 jours. Le fruit de son travail est le Rover lunaire fabriqué par General Motors en collaboration avec Boeing.

## Œuvres
- Theory of Land Locomotion